# Campionato Primavera 1972-1973
Il Campionato Primavera 1972-1973 è la 11ª edizione del Campionato Primavera. Il detentore del trofeo è la Juventus.
La squadra vincitrice del torneo è stata la Roma che guidata da Antonio Trebiciani si è aggiudicata il titolo di campione nazionale per la prima volta nella sua storia.

## Rosa campione d'Italia
Tra i giocatori campioni d'Italia erano presenti:
- Agostino Di Bartolomei (capitano)
- Bruno Conti
- Francesco Rocca
- Roberto Vichi